# Unterschmitte
Unterschmitte ist eine aus einer Hofschaft hervorgegangene Ortslage in der Stadt Leichlingen (Rheinland) im Rheinisch-Bergischen Kreis.

## Lage und Beschreibung
Unterschmitte liegt an der Landesstraße L288, die hier auch Unterschmitte heißt, am westlichen Rand von Leichlingen an der Stadtgrenze zu Langenfeld (Rheinland). Der Name Unterschmitte der in der ersten Hälfte des 20. Jahrhunderts noch eigenständig liegenden Ortschaft findet sich nur noch als Straßenbezeichnung wieder, der Ursprungsort ist der geschlossenen Wohn- und Gewerbebebauung aufgegangen. 
Westlich von Unterschmitte befanden sich teils auf Langenfelder Stadtgebiet die Leichlinger Sandberge, die für den Sandabbau weitgehend abgetragen wurden; dort verläuft auch die Bundesautobahn 3. Dazwischen befindet sich der Leichlinger Kommunalfriedhof Kellerhansberg. Nördlich von Unterschmitte liegen an der Landesstraße die Wohnplätze Am Adler und Stockberg, südlich der Wohnplatz Roßlenbruch.
Weitere benachbarte, zumeist die in westliche Vorstadt Leichlingens aufgegangene Orte sind Kellerhansberg, Hüttchen, Merlenforst, Scheeresberg, Kaltenberg, Brückerfeld, Bremsen, Windfahne, Bockstiege, Bahnhof und Pastorat. Staderhof hat seine eigenständige Lage bewahrt.

## Geschichte
Unterschmitte lag an der Sandstraße, einer Altstraße von Aufderhöhe nach Opladen und heutige Landesstraße L288, die in den 1990er Jahren auf eine neue Trasse an der Bundesautobahn 3 verlegt wurde. Die Karte Topographia Ducatus Montani aus dem Jahre 1715 zeigt einen Hof unter dem Namen Schmitten. Im 18. Jahrhundert gehörte der Ort zum Kirchspiel Leichlingen im bergischen Amt Miselohe. Die Topographische Aufnahme der Rheinlande von 1824 zeigt den Ort als die Schmitte und die Preußische Uraufnahme von 1844 verzeichnet ihn als Unt. Schmitte, die Leichlinger Gemeindekarte von 1830 als Schmidt.
1815/16 lebten 30 Einwohner im Ort. 1832 gehörte Unterschmitte unter dem Namen Schmitte (unten) der Bürgermeisterei Leichlingen an. Der laut der Statistik und Topographie des Regierungsbezirks Düsseldorf als Hofstadt kategorisierte Ort besaß zu dieser Zeit 13 Wohnhäuser und neun landwirtschaftliche Gebäude. Zu dieser Zeit lebten 76 Einwohner im Ort, davon 20 katholischen und 56 evangelischen Glaubens. 1867 wurde östlich von Stockberg die Bahnstrecke Gruiten–Köln-Mülheim eröffnet. 
Im Gemeindelexikon für die Provinz Rheinland werden 1885 30 Wohnhäuser mit 161 Einwohnern angegeben. 1895 besitzt der Ort 33 Wohnhäuser mit 189 Einwohnern, 1905 35 Wohnhäuser und 238 Einwohner.
Ab Mitte des 20. Jahrhunderts schlossen sich die Lücken in der Wohn- und Gewerbebebauung mit den benachbarten Wohnplätzen und Unterschmitte wurde Teil der westlichen Vorstadt Leichlingens.